# Raïm de la sort
El raïm de la sort és el costum d'usar la fruita comestible de la vinya com a element gastronòmic bàsic de la nit de cap d'any a diversos països d'influència valenciana. Sense cap elaboració prèvia, és costum de donar la benvinguda a l'any nou amb dotze grans, que es fan coincidir amb les campanades que marquen els dotze últims segons de l'any que es deixa enrere. Normalment aquest ritual es fa a casa, amb la família i les amistats després d'un bon àpat, per bé que en algunes poblacions la gent es concentra davant el rellotge de l'església o de l'ajuntament per començar l'any en comunitat.
L'origen d'aquesta tradició es troba a Alacant l'any 1909, després d'una temporada en què hi va haver una gran collita de raïm. Per poder vendre tanta producció es van inventar el ritual d'acompanyar els últims segons de l'any amb grans de raïm, i es va fer córrer la creença que portava bona sort. Aquest costum ha arribat fins avui i ha arrelat de tal manera que la gran majoria de llars de l'àmbit catalanoparlant no conceben la celebració sense raïm.